# Proteína fotorreceptora
Las proteínas fotorreceptoras  son proteínas sensibles a la luz, que participan en su detección y respuesta en diversos organismos. Algunos ejemplos son la rodopsina en las células fotorreceptoras de la retina de los vertebrados, el fitocromo en las plantas y la bacteriorodopsina y los bacteriofitocromos en algunas bacterias. Median respuestas a la luz tan variadas como la percepción visual, el fototropismo y la fototaxia, así como respuestas a ciclos de luz y oscuridad tales como el ritmo circadiano y otros fotoperiodos que incluyen el control de los tiempos de floración en las plantas y las temporadas de apareamiento en los animales.

## Estructura
Las proteínas fotorreceptoras suelen estar formadas por una proteína unida a un fotopigmento no proteico que reacciona a la luz mediante fotoisomerización o fotorreducción, lo cual inicia un cambio en la proteína receptora que provoca una cascada de transducción de señales. En los fotorreceptores se pueden encontrar pigmentos que incluyen los de tipo retinal  (proteínas retinilidenas como, por ejemplo, la rodopsina en los animales), las flavinas (flavoproteínas como, por ejemplo, el criptocromo en las plantas y los animales) y las bilinas (biliproteínas como, por ejemplo, el fitocromo en las plantas). La proteína vegetal UVR8 destaca entre los fotorreceptores por no contener fotopigmentos externos. En cambio, la UVR8 absorbe la luz a través de residuos de triptófano como parte de su secuencia de codificación de proteínas.

## Fotorreceptores en animales
- Melanopsina: media el reflejo pupilar en la retina de los vertebrados y participa en la regulación de los ritmos circadianos
- Fotopsina: recepción de varios colores de luz en las células cónicas de la retina de los vertebrados
- Rodopsina: recepción de luz verde/azul en las células bastones de la retina de los vertebrados
- Proteína cinasa C: media la desactivación de los fotorreceptores y la degeneración de la retina[6]
- OPN5: sensible a la luz ultravioleta[7]

## Fotorreceptores en plantas
- UVR8: recepción de luz UVB
- Criptocromo: recepción de luz azul y UVA
- Fototropina: percepción de luz azul y UVA (para mediar el fototropismo y el movimiento de los cloroplastos)
- Zeitlupe: sincronización de la luz azul en el reloj circadiano
- Fitocromo: recepción de luz roja y roja lejana

Todos los fotorreceptores de esta lista permiten que las plantas detecten la luz en longitudes de onda que abarcan de 280 nm (UVB) a 750 nm (luz roja lejana). Las plantas usan luz de longitudes de onda distintas como señales ambientales para ajustar su posición y provocar transiciones de desarrollo importantes. Entre las longitudes de ondas responsables de los mecanismos de las plantas, la más destacada es la luz azul, que puede provocar el alargamiento celular, la orientación de las plantas y la floración. Uno de los procesos más importantes regulados por los fotorreceptores es el que se conoce como fotomorfogénesis. Cuando una semilla germina bajo tierra en ausencia de luz, su tallo se alarga rápidamente hacia arriba. Al atravesar la superficie, los fotorreceptores perciben la luz. Los fotorreceptores activados producen un cambio en el programa de desarrollo; la planta comienza a producir clorofilia y pasa al crecimiento fotosintético.

## Fotorreceptores en flagelados fototácticos
- Canalrodopsina: media la fototaxis en las algas unicelulares
- Clamiopsina y volvoxopsina
- Flavoproteínas

## Fotorreceptores en arqueas y bacterias
- Bacteriofitocromo
- Bacteriorrodopsina sensorial
- Halorodopsina
- Proteorrodopsina
- Cianobacteriocromo

## Fotorrecepción y transducción de señales
- Ciclo visual
- Fototransducción

## Respuestas a la fotorrecepción
- Percepción visual
- Fototropismo
- Fototaxia
- Ritmo circadiano (reloj biológico)
- Fotoperiodicidad